# Linon
Linon (fransk term, försvenskad stavning linong efterliknar franskt uttal) är ett tunt, glesvävt linnetyg. På senare tid väver man linon även i bomull.